# تأخیر حرکت در ژل

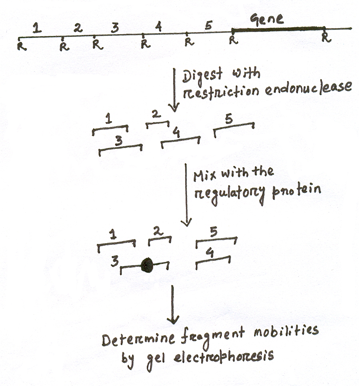
نحوه انجام آزمایش تاخیر حرکت در ژل

پروتئین‌ها ساختارهای کاملاً حجیمی هستند و پروتئینی که به ملکول‌های دی‌ان‌ای وصل می‌شود منجر به افزایش قابل توجهی در جرم ملکولی می‌شود. اگر این افزایش را بتوان تشخیص داد، قطعه دی‌ان‌ای حاوی محل اتصال پروتئین مشخص خواهد شد. در عمل می‌توان قطعه دی‌ان‌ای حامل پروتئین اتصالی را بواسطه حرکت کندتری که نسبت به دی‌ان‌ای فاقد پروتئین اتصالی دارد با ژل الکتروفورز مشخص کرد. این روش به عنوان تاخیر حرکت در ژل (به انگلیسی: Gel retardation) معرفی می‌شود که برای بررسی میان کنش پروتئین-دی‌ان‌ای مورد استفاده قرار می‌گیرد. در واقع با استفاده از این تکنیک می‌توان توالی‌های کنترلی موجود در دی‌ان‌ای را که محل اتصال پروتئین‌های تنظیمی می‌باشد، شناسایی کرد.

## روش
در آزمایش تاخیر حرکت در ژل، ناحیه ای از دی‌ان‌ای در فرادست ژن مورد مطالعه با اندونوکلئاز محدودکننده برش داده می‌شود و سپس با پروتئین تنظیمی مورد نظر مخلوط می‌گردد. قطعه برش داده شده‌ای که حاوی توالی کنترلی است با پروتئین تنظیمی کمپلکس تشکیل می‌دهد، در حالی که همه قطعات دیگر به‌صورت دی‌ان‌ای برهنه باقی می‌مانند. سپس برای تعیین جایگاه توالی کنترلی، محل قطعه ای که تاخیر حرکت در زل دارد روی نقشه حاصل از برش آنزیم محدودکننده مشخص می‌شود.